# هایدن جانکشن (آریزونا)
هایدن جانکشن (به انگلیسی: Hayden Junction) یک منطقهٔ مسکونی در ایالات متحده آمریکا است که در آریزونا واقع شده‌است. هایدن جانکشن ۵۸۳ متر بالاتر از سطح دریا واقع شده‌است.